# Piotr Tymiński
Piotr Tymiński (ur. 29 czerwca 1969) – polski historyk, pisarz i nauczyciel. 

## Życiorys
Piotr Tymiński jest absolwentem historii kultury na Uniwersytecie Kardynała Stefana Wyszyńskiego w Warszawie. Specjalizuje się w dziedzinie mniejszości etnicznych w Polsce. 

## Publikacje
Jest autorem powieści historycznych: 
- Wołyń. Bez litości, wyd. Novea Res, 2017[4].
- Przybysz, wyd. Novae Res 2018[5].
- Lwowski ptak, wyd. Novae Res 2018.